# Lijevo Sredičko
Lijevo Sredičko är en ort i Kroatien.   Den ligger i länet Zagrebs län, i den centrala delen av landet, 30 km söder om huvudstaden Zagreb. Lijevo Sredičko ligger 139 meter över havet och antalet invånare är 174.
Terrängen runt Lijevo Sredičko är platt. Runt Lijevo Sredičko är det glesbefolkat, med 12 invånare per kvadratkilometer. Närmaste större samhälle är Strmec, 18,7 km norr om Lijevo Sredičko. I omgivningarna runt Lijevo Sredičko växer i huvudsak lövfällande lövskog.